# 四角落州纪念处

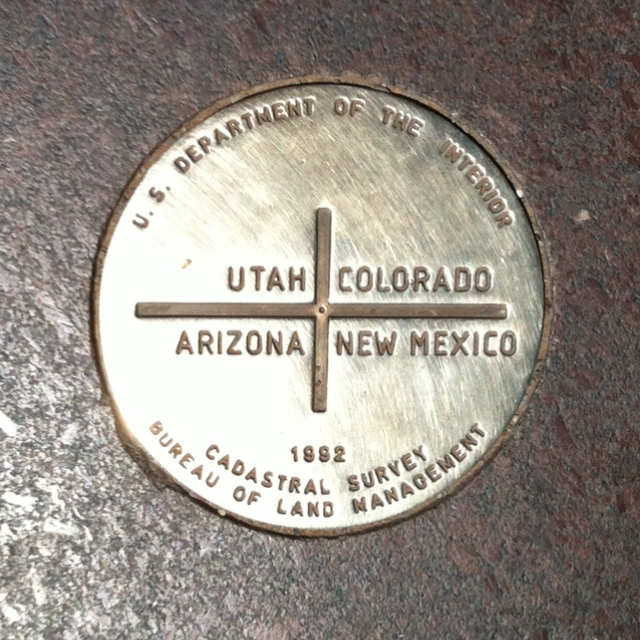
四角落州交汇点标志

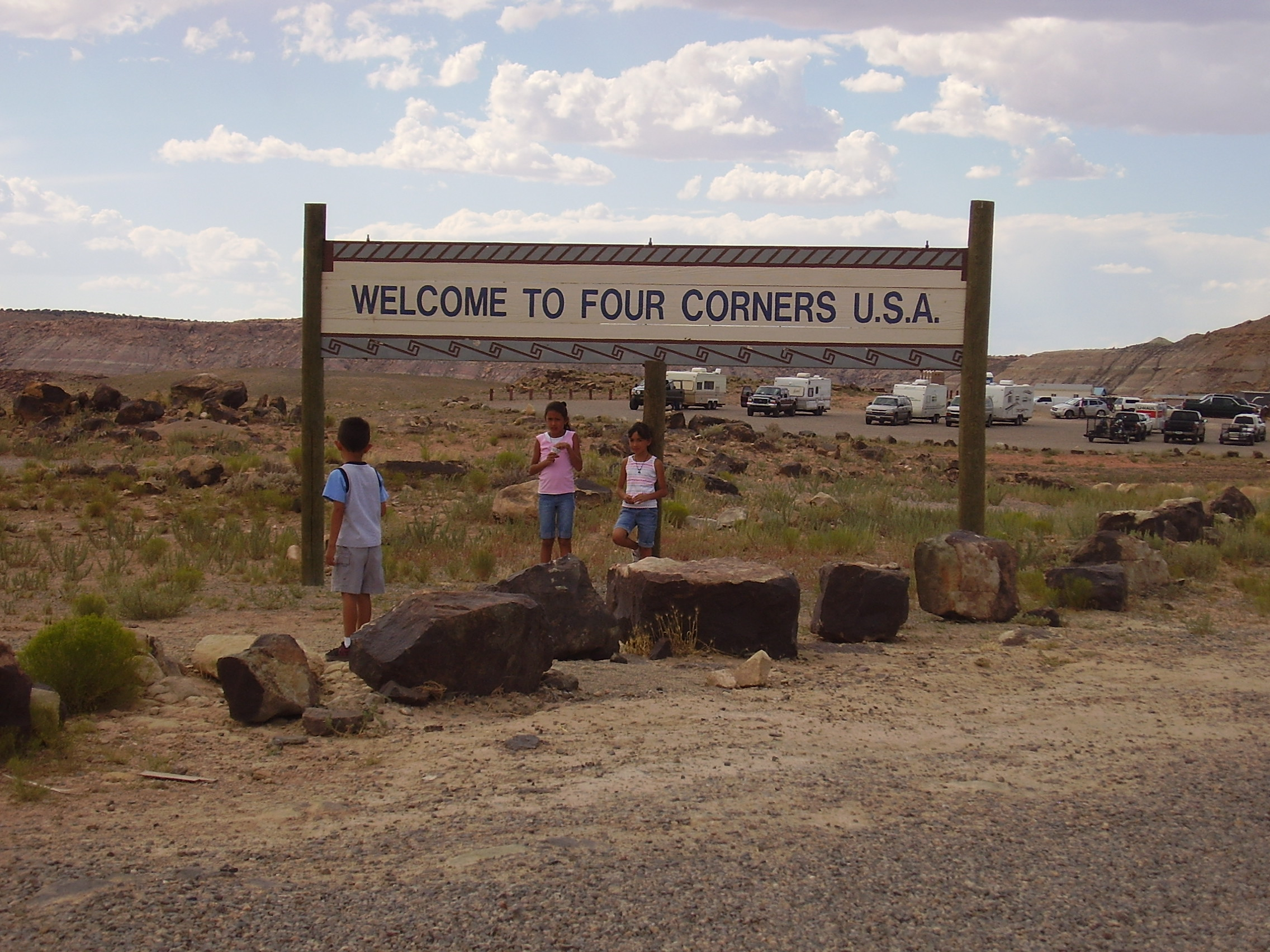
纪念碑附近欢迎游客的标志

四角落州纪念处（英語：Four Corners Monument），位于美国科罗拉多高原的西部，是亚利桑那州、科罗拉多州、新墨西哥州和犹他州四个州的交界点。这是美国全国唯一一个四州交界点。1912年刚刚建成时，仅是一个简单的水泥板，在1992年被完全重建，又在2010年再次被重建。